# Alluvioni Cambiò
Alluvioni Cambiò là một đô thị ở tỉnh Alessandria trong vùng Piedmont của Italia, có vị trí cách khoảng 90 km về phía đông của Torino và khoảng 15 km về phía đông bắc của Alessandria. Tại thời điểm ngày 31 tháng 12 năm 2004, đô thị này có dân số 1.013 người và diện tích là 9,3 km².
Alluvioni Cambiò giáp các đô thị: Bassignana, Isola Sant'Antonio, Piovera, Rivarone, và Sale.